# Gąbin
Gąbin – miasto w Polsce w województwie mazowieckim, w południowej części powiatu płockiego, siedziba gminy miejsko-wiejskiej Gąbin. Miasto położone jest nad rzeką Nidą, niedaleko Wisły, w odległości około 100 km od Warszawy i Łodzi.
Krzyżują się tu drogi wojewódzkie z Płocka i Żychlina (574) oraz z Łącka i Sochaczewa (577). W latach 1975–1998 miasto administracyjnie należało do województwa płockiego.
Prawa miejskie uzyskał około 1322 roku, potwierdzone przez księcia Ziemowita V w 1437 roku, potwierdzone w 1462 i 1530 roku. Był miastem królewskim Korony Królestwa Polskiego w starostwie gąbińskim w ziemi gostynińskiej województwa rawskiego w 1792 roku.
Według danych GUS z 31 grudnia 2019 r. miasto miało 4121 mieszkańców.

## Historia
- 1215 – pierwsze wzmianki,
- 1322 – wymieniony jako miasto,

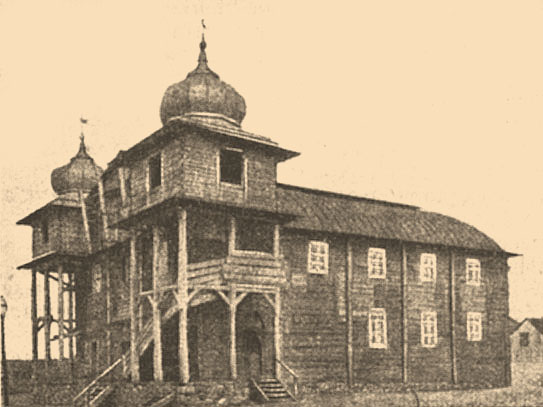
Barokowa, drewniana synagoga z 1710 roku. Zniszczona przez Niemców we wrześniu 1939

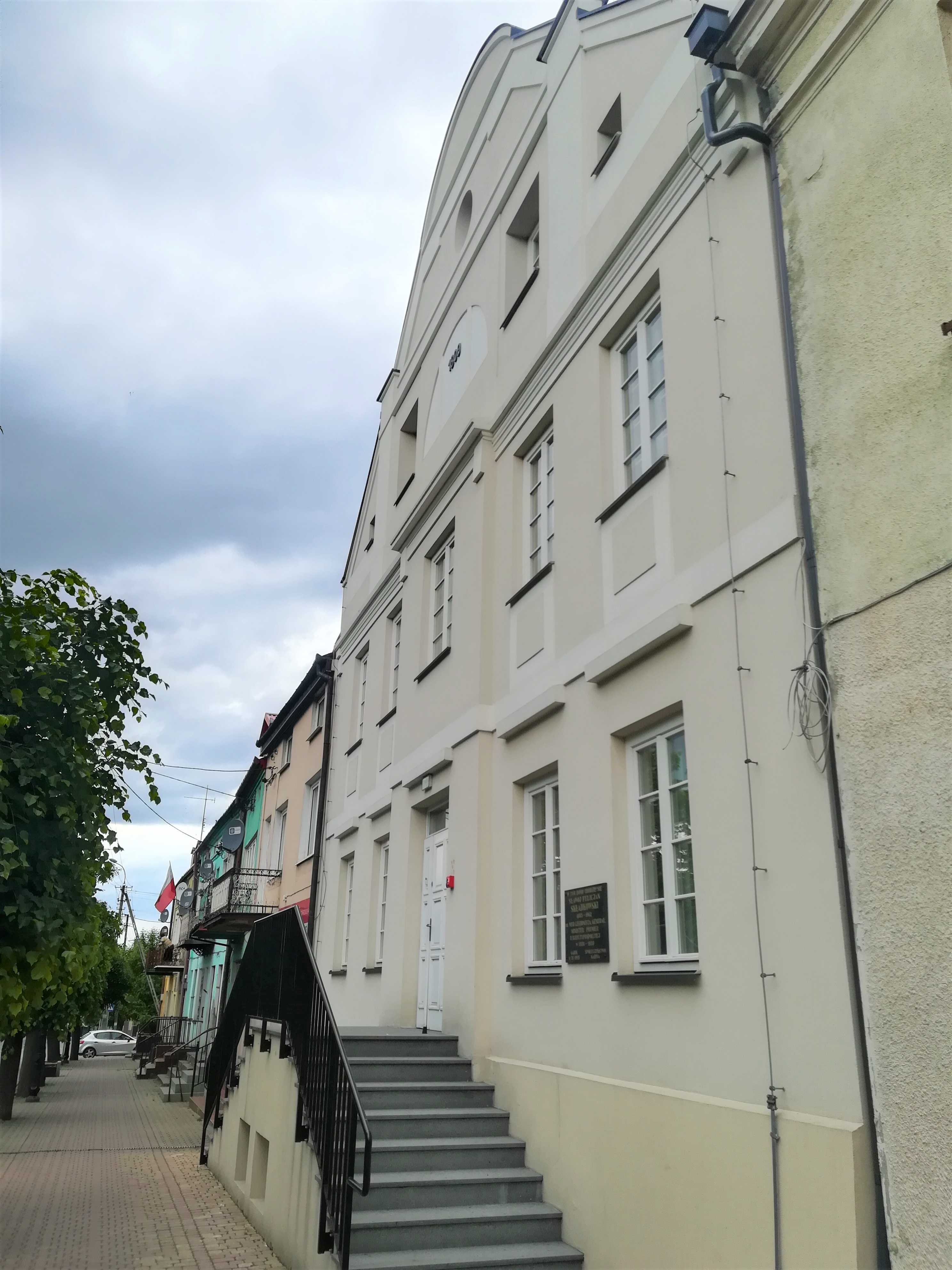
Dom rodzinny Felicjana Sławoja-Składkowskiego

- 1437 – prawa miejskie potwierdzone przez księcia Siemowita V,
- XV–XVI w. – ośrodek sukienniczy,
- 1507 – pierwsze świadectwo istnienia osiedla żydowskiego w Gąbinie[6].
- 1564 – w Gąbinie było 2100 mieszkańców i 354 domów,
- XVII w. – zniszczenie miasta w czasie wojen szwedzkich,
- 1793 – w zaborze pruskim,
- 1807 – w Księstwie Warszawskim,
- 1815 – w Królestwie Polskim,
- 1815–1845 – ośrodek administracji carskiej, później przeniesiony do Kutna,
- I połowa XIX w. – powstają zakłady włókiennicze,
- 1939 – znaczna część zabudowań Gąbina spłonęła w czasie bombardowania niemieckiego,
- 1939–1945 – wcielony do III Rzeszy, zagłada mniejszości żydowskiej (getto w Gąbinie), egzekucje, zniszczenie miasta, wprowadzenie nazistowskiej nazwy okupacyjnej przez administrację niemiecką (niem. Gombin 1943–1945),
- 1970 (10 lipca) – katastrofa samolotu Lim-2R z 32 PLRTiA z Sochaczewa w odległości 1 km na południowy zachód od miasta. W wyniku katastrofy śmierć poniósł ppor. pil. Adam Harabasz,
- 1974 – koło Gąbina postawiono najwyższy na świecie Maszt radiowy w Konstantynowie o wysokości 646 m, który zawalił się wskutek nieodpowiedniej eksploatacji i zerwania się lin pomocniczych podczas konserwacji w 1991 r.

## Demografia
Dane z 31.12.2017 roku
| Opis                              | Ogółem | Ogółem | Kobiety | Kobiety | Mężczyźni | Mężczyźni |
| --------------------------------- | ------ | ------ | ------- | ------- | --------- | --------- |
| jednostka                         | osób   | %      | osób    | %       | osób      | %         |
| populacja                         | 4 127  | 100    | 2 158   | 52,3    | 1 969     | 47,7      |
| gęstość zaludnienia [mieszk./km²] | 147    | 147    | 77      | 77      | 70        | 70        |

Największą populację Gąbin odnotował w 1997 r. – według danych GUS 4348 mieszkańców.

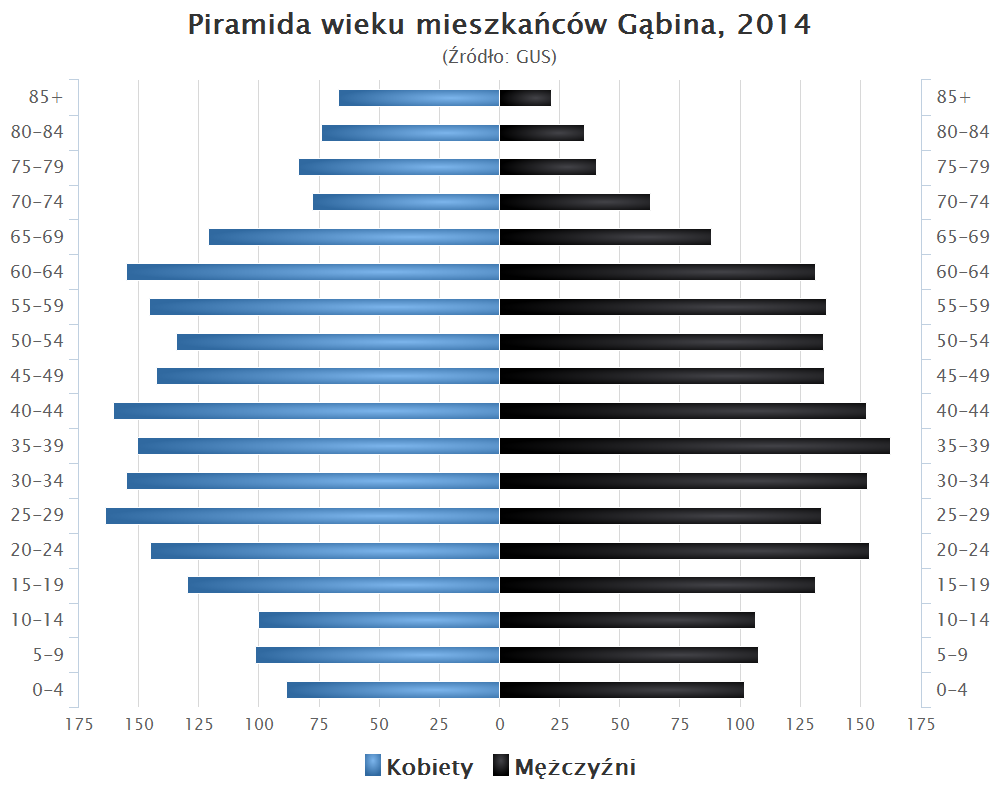
Piramida wieku mieszkańców Gąbina w 2014 roku

## Media
Prasa
W Gąbinie wydawana jest gazeta o zasięgu lokalnym:
- kwartalnik Echo Gąbina

Gazety pochodzące z innych miast, posiadające gąbiński dodatek:
- Tygodnik Płocki
- Express Płocki
- Gazeta Lokalna

Internet
Lokalny portal internetowy – terazgabin.pl. Na portalu umieszczane są informacje i relacje z wydarzeń mających miejsce na terenie miasta i gminy Gąbin.

## Oświata i nauka
- Przedszkole im. Króla Maciusia I
- Szkoła Podstawowa im. Marii Konopnickiej
- Zespół Szkół im. Stanisława Staszica (liceum ogólnokształcące, technikum, branżowa szkoła I stopnia oraz liceum ogólnokształcące dla dorosłych)[9]
- Szkoła Muzyczna I stopnia

## Turystyka

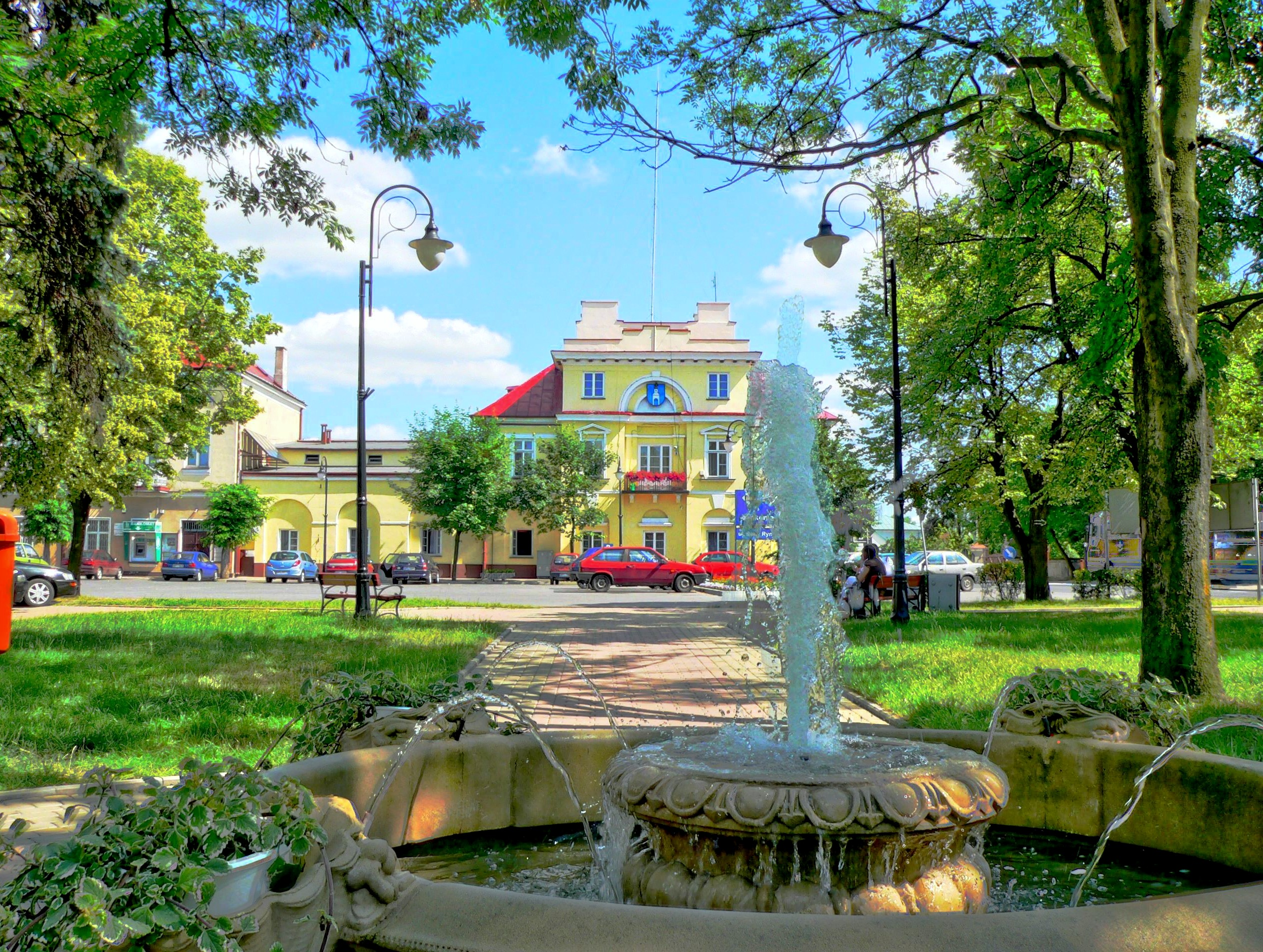
Park w Gąbinie – fontanna z zabytkowym ratuszem w tle

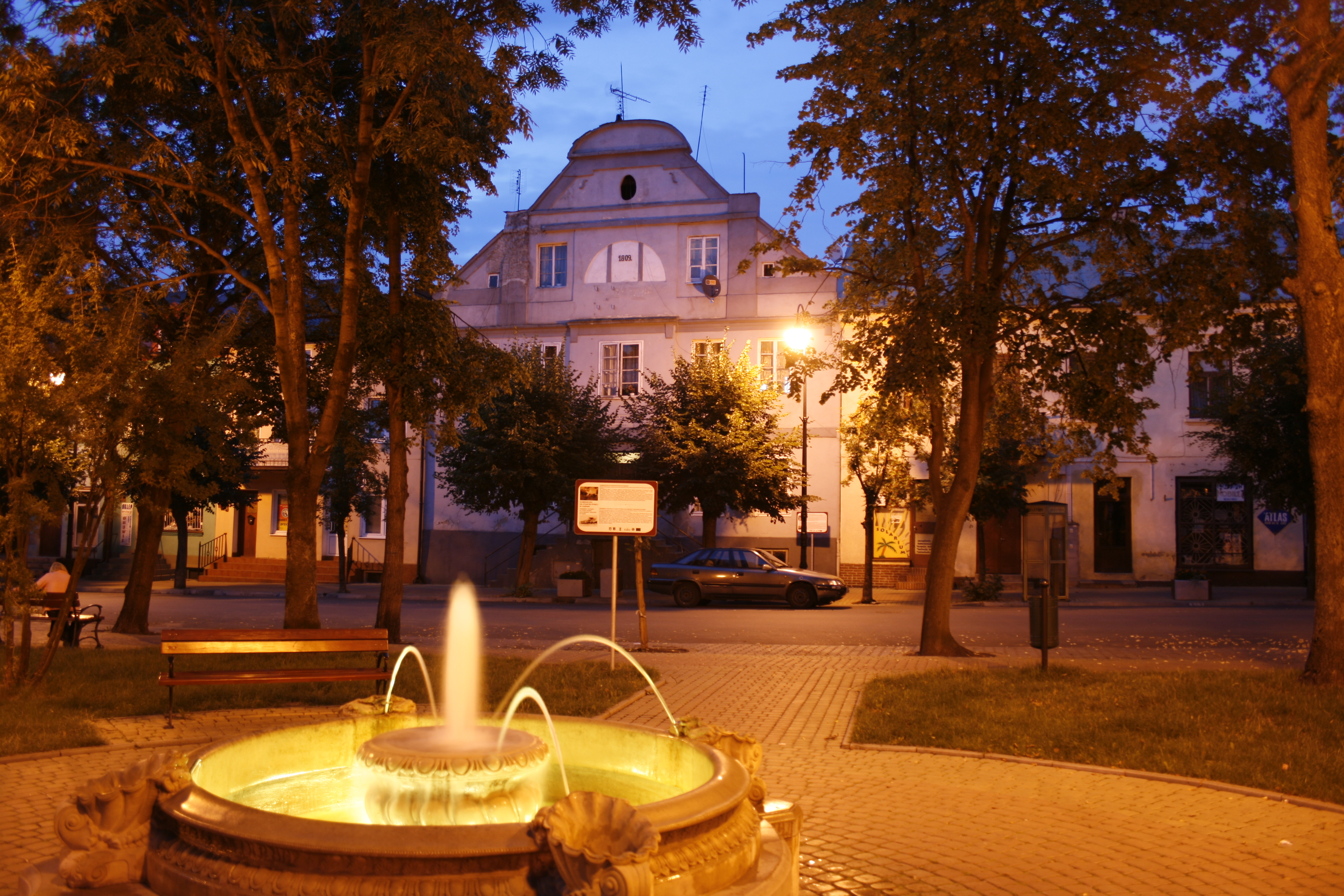
Zabytkowa kamienica przy ulicy Stary Rynek 6

- Klasycystyczny ratusz zbudowany w 1824 r. na miejscu spalonego w 1808 r. XVIII-wiecznego. Charakteryzują go dwie niesymetryczne fasady. Obecnie w budynku znajduje się siedziba Urzędu Miasta i Gminy.
- Kamienice na Starym Rynku, w tym najstarsza z 1809 r., w której urodził się Felicjan Sławoj Składkowski (obecnie siedziba Muzeum Ziemi Gąbińskiej).
- Układ urbanistyczny, drewniana zabudowa.
- Grób Nieznanego Żołnierza.
- Kaplica grobowa rodziny Tarczyńskich.
- Zespół cmentarza ewangelickiego (w tym zabytkowe ogrodzenie i stróżówka).
- Cmentarz żydowski z XIX wieku.
- Kościół ewangelicki – pastorówka.
- Szkoła przy ul. Kościuszki 1.
- Poczta konna.
- Strażnica pożarna.
- Młyn parowy z lat 20. XX wieku.
- Granica miasta przylega do otuliny Gostynińsko-Włocławskiego Parku Krajobrazowego.

## Religia
- Kościół rzymskokatolicki:

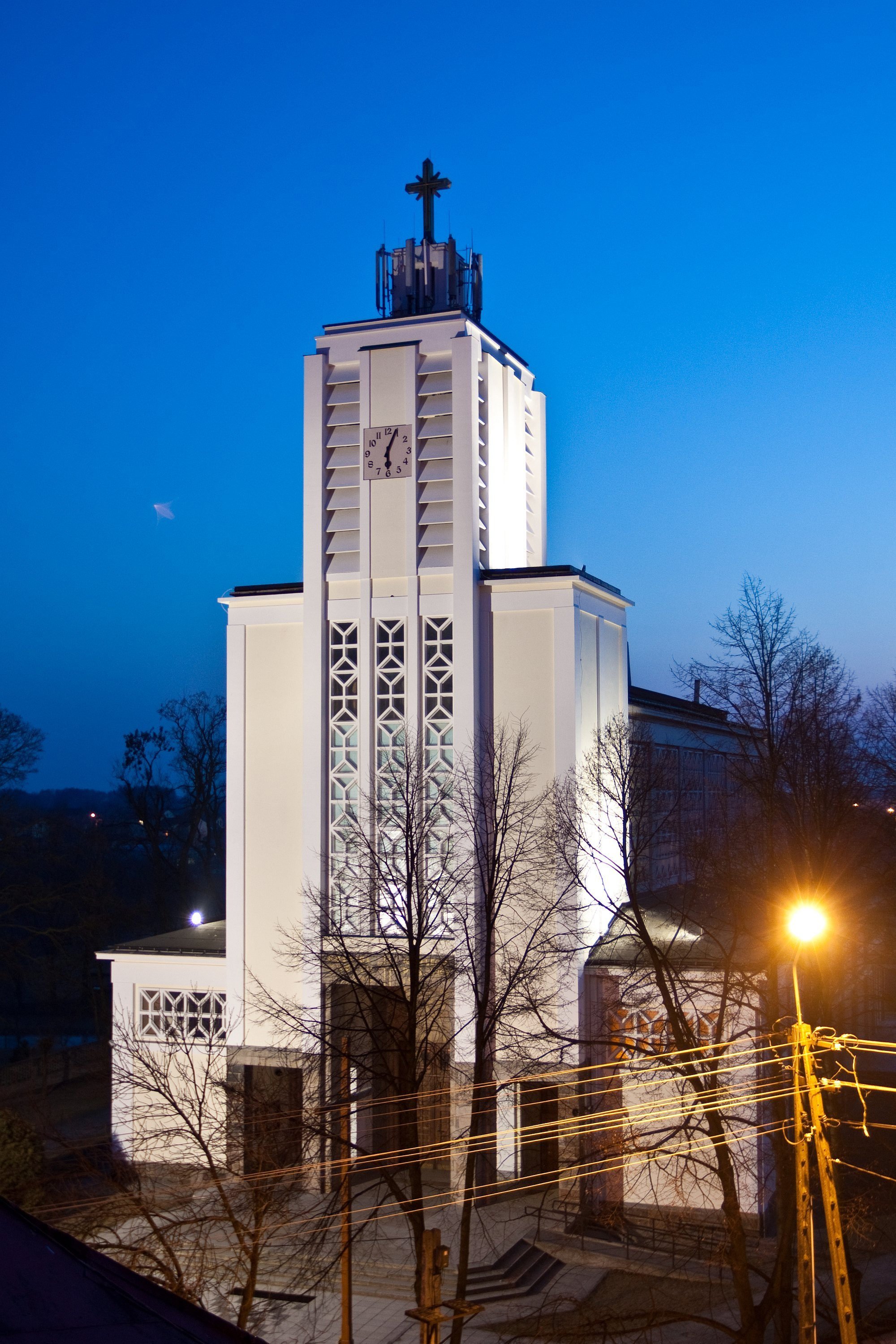
Kościół 1000-lecia Chrztu Polski w Gąbinie

  - parafia św. Mikołaja (kościół Najświętszego Serca Pana Jezusa)
- Świadkowie Jehowy:
  - zbór Gąbin (Sala Królestwa ul. Płocka 31A)[10].